# Jean Baptiste Jules Dalstein
Pour les articles homonymes, voir Dalstein (homonymie).
Jean-Baptiste Jules Dalstein, né le 24 octobre 1845 à Metz (Moselle) et mort le 26 octobre 1923 à Paris, est un général de division français de la Première Guerre mondiale, grand-croix de la Légion d'honneur et médaillé militaire. 

## Biographie
Fils d'un drapier messin, Jean-Baptiste Dalstein intègre l’École polytechnique en 1864, puis l’école d’application du Génie en 1866. Nommé lieutenant au 1er régiment du Génie en 1868, il est détaché à la brigade topographique chargé de suivre la construction des forts de la première ceinture fortifiée autour de Metz. Au début des hostilités de la guerre de 1870, il est au camp de Chalons. Il rejoint très vite l'armée à Metz, avec laquelle il participe aux combats et à la défense de la ville. Fait prisonnier en Allemagne, il est promu capitaine en 1871, à son retour de captivité.
Il part en Algérie de 1871 à 1875, ce qui lui vaut la Médaille coloniale. Il sert au  3e régiment du Génie en 1875. Il est nommé chevalier de la légion d’honneur en 1879. Il repart en mission en Tunisie en 1881, comme officier d'ordonnance du général Maritz. Après un poste à Ajaccio en 1883, il repart en Algérie pour trois ans, comme chef du génie de Laghouat, où il est chef de bataillon en 1885. Il est envoyé au Tonkin de 1886 à 1889, comme chef de l’état-major du génie. Il obtient la médaille du Tonkin et il est promu officier de la Légion d’honneur en 1887.
De retour en France, il est nommé chef du génie à Toul, où il reste de 1889 à 1893, passant lieutenant-colonel en 1890. Nommé colonel en 1893, il est attaché à la personne du président Carnot en 1893-1894, ce qui lui vaut de nouvelles décorations étrangères. De 1894 à 1897, il sert comme colonel du  6e régiment du Génie. Il est promu général de brigade en 1897 et nommé gouverneur de Maubeuge.
De 1898 à 1900, il commande la brigade de génie de Paris, où il est fait commandeur de la Légion d’honneur. Dalstein commande ensuite la  42e division d'Infanterie de 1900 à 1903, passant général de division en 1901. Alors qu’il commande le  6e Corps d'Armée, il est fait grand officier de la légion d’honneur en 1904. Dalstein est ensuite nommé gouverneur militaire de Paris de 1906 à 1909, date à laquelle il est élevé à la dignité de grand-croix de la Légion d'honneur. Ambassadeur extraordinaire lors du mariage du roi Alphonse XIII en 1906, il reçoit la médaille militaire en 1910, lors de son départ dans la réserve.
Rappelé à l'activité de 1914 à 1916, il commande la 6e région militaire. Enfin, en 1918, Dalstein devient vice-président du Conseil supérieur de la Caisse des offrandes nationales.
Il est inhumé au cimetière du Père-Lachaise (85e division).

## Distinctions
- Médaille militaire (1910)
- Grand-croix de la Légion d'honneur (1909)